# تونی سرویلو
تونی سرویلّو (ایتالیایی: Toni Servillo؛ زادهٔ ۲۵ ژانویهٔ ۱۹۵۹) هنرپیشه اهل ایتالیا است. وی از سال ۱۹۸۷ میلادی تاکنون مشغول فعالیت بوده‌است.

## بخشی از فیلم‌شناسی
- ماه سرخ (۲۰۰۱)
- پیامدهای عشق (۲۰۰۴)
- گومورا (۲۰۰۸)
- ایل دیوو (۲۰۰۸)
- گورباچف (۲۰۱۰)
- نمایی از عشق (۲۰۱۰)
- زیبایی بزرگ (۲۰۱۳)